# گزارش‌های کینزی
گزارش‌های کینزی دو کتاب علمی در مورد رفتار جنسی در انسان است، رفتارهای جنسی در مردان (۱۹۴۸) و رفتارهای جنسی در زنان (۱۹۵۳)، نوشته شده توسط آلفرد کینزی، واردل پومروی، کلاید مارتین و (برای رفتار جنسی در زنان) پل گبهارد و منتشر شده توسط دابلیو بی ساندرز. این دو کتاب پرفروش بلافاصله بحث‌برانگیز شدند، هم در جامعه علمی و هم در بین عموم مردم، زیرا عقاید متعارف در مورد میل جنسی را چالش می‌کشیدند و موضوعاتی را که قبلاً تابو بودند به بحث می‌گذاشتند. کینزی یک جانورشناس در دانشگاه ایندیانا و بنیان‌گذار مؤسسه کینزی برای تحقیقات در زمینه جنسیت و تولید مثل بود.